# Gelareh Zadeh
Pour les articles homonymes, voir Zadeh.
Gelareh Zadeh (née en 1971) est une médecin irano-canadienne qui est professeure et titulaire de la chaire de la famille Wilkins au département de chirurgie de l'Université de Toronto. Elle est neurochirurgienne au Toronto Western Hospital (en). En 2020, Zadeh devient la première femme à être élue présidente de la division de neurochirurgie de l'Université de Toronto.

## Enfance et éducation
Zadeh est née en Iran. Son père est économiste et sa mère est chimiste nucléaire. Elle passe une partie de son enfance au Royaume-Uni tandis que sa mère étudie la chimie. Sa famille retourne en Iran au début de la révolution iranienne. Sa mère reçoit une bourse pour retourner en Angleterre, où sa famille demande à immigrer au Canada. La famille Zadeh arrive à Winnipeg en 1988. Elle obtient son diplôme de premier cycle en médecine à l'Université du Manitoba  Elle déménage à l'Université de Toronto pour sa formation spécialisée et se concentre sur la neurochirurgie. À Toronto, elle travaille pour obtenir un doctorat en sciences médicales. Ses recherches doctorales portent sur le rôle des angiopoïétines dans l'angiogenèse de l'astrocytome. Après avoir obtenu son doctorat, Zadeh déménage au University College de Londres en tant que chercheuse boursière de UK Cancer Care Ontario. À Londres, elle travaille comme neurochirurgienne à l'UCL Queen Square Institute of Neurology (en),.

## Recherche et carrière
Zadeh revientr au Canada en 2008 et elle est nommée clinicienne des Instituts canadiens de recherche en santé (en) à l'hôpital Toronto Western. Elle dirige une clinique de tumeurs cérébrales axée sur la neuro-oncologie de la base du crâne. Elle est directrice du University Health Network (en) et de la Banque de tumeurs cérébrales de l’Université de Toronto. Elle travaille avec Vera Bril sur le programme de neurofibromatose Elizabeth Raab du University Health Network. Zadeh est la première femme à être élue présidente de la division de neurochirurgie de l'Université de Toronto en 2020,. 
Les recherches de Zadeh visent à comprendre les mécanismes moléculaires qui sous-tendent l'angiogenèse des gliomes et ce qui régule le métabolisme tumoral. Elle étudie la manière dont les cellules dérivées de la moelle osseuse soutiennent le système vasculaire des gliomes. Elle étudie également l’impact de la différenciation en macrophages et de l’altération du métabolisme sur la réponse au traitement anti-angiogénique.
Zadeh est présidente scientifique de la Société de neuro-oncologie, secrétaire de la Société de neuro-oncologie et présidente du comité de neuro-oncologie de la Fédération mondiale des chirurgiens neurologiques. Elle est nommée présidente de la Société de neuro-oncologie en 2020. Elle fait campagne pour que davantage de femmes s'impliquent en neurochirurgie,. 

## Publications (sélection)
- (en) Marcel Kool, David T W Jones, Natalie Jäger, Paul A Northcott, Trevor J Pugh, Volker Hovestadt, Rosario M Piro, L Adriana Esparza, Shirley L Markant, Marc Remke, Till Milde, Franck Bourdeaut, Marina Ryzhova, Dominik Sturm, Elke Pfaff, Sebastian Stark, Sonja Hutter, Huriye Seker-Cin, Pascal Johann, Sebastian Bender, Christin Schmidt, Tobias Rausch, David Shih, Jüri Reimand, Laura Sieber, Andrea Wittmann, Linda Linke, Hendrik Witt, Ursula D Weber, Marc Zapatka, Rainer König, Rameen Beroukhim, Guillaume Bergthold, Peter van Sluis, Richard Volckmann, Jan Koster, Rogier Versteeg, Sabine Schmidt, Stephan Wolf, Chris Lawerenz, Cynthia C Bartholomae, Christof von Kalle, Andreas Unterberg, Christel Herold-Mende, Silvia Hofer, Andreas E Kulozik, Andreas von Deimling, Wolfram Scheurlen et Jörg Felsberg, « Genome sequencing of SHH medulloblastoma predicts genotype-related response to smoothened inhibition », Cancer Cell, Cell Press et Elsevier, vol. 25, no 3,‎ 17 mars 2014, p. 393-405 (ISSN 1535-6108 et 1878-3686, OCLC 49209210, PMID 24651015, PMCID 4493053, DOI 10.1016/J.CCR.2014.02.004).
- (en) Kenneth Aldape, Gelareh Zadeh, Sheila Mansouri, Guido Reifenberger et Andreas von Deimling, « Glioblastoma: pathology, molecular mechanisms and markers », Acta Neuropathologica, Springer Science+Business Media, vol. 129, no 6,‎ 6 mai 2015, p. 829-848 (ISSN 0001-6322 et 1432-0533, OCLC 610316690, PMID 25943888, DOI 10.1007/S00401-015-1432-1).
- (en) Xiao-Yang Liu, Noha Gerges, Andrey Korshunov, Nesrin Sabha, Dong-Anh Khuong-Quang, Adam M Fontebasso, Adam Fleming, Djihad Hadjadj, Jeremy Schwartzentruber, Jacek Majewski, Zhifeng Dong, Peter Siegel, Steffen Albrecht, Sidney Croul, David T W Jones, Marcel Kool, Martje Tonjes, Guido Reifenberger, Damien Faury, Gelareh Zadeh, Stefan Pfister et Nada Jabado, « Frequent ATRX mutations and loss of expression in adult diffuse astrocytic tumors carrying IDH1/IDH2 and TP53 mutations », Acta Neuropathologica, Springer Science+Business Media, vol. 124, no 5,‎ 12 août 2012, p. 615-625 (ISSN 0001-6322 et 1432-0533, OCLC 610316690, PMID 22886134, DOI 10.1007/S00401-012-1031-3).

## Vie privée
Zadeh est mariée à un médecin et a deux filles,. 